# .al
.al је највиши Интернет домен државних кодова (ccTLD) за Албанију. Регистрација домена се врши на трећем нивоу у поткатегоријама другог нивоа, учињено је пар уступака на самом почетку рада регистра те из тог разлога постоји неколико домена регистрованих на другом нивоу (uniti.al, tirana.al, soros.al, upt.al и inima.al).

## Домени другог нивоа
- намењен предузећима и комерцијалним организацијама;
- намењен за невладине организације;
- намењен академским и образовним установама;
- намењен државним организацијама;
- намењен је организацијама које се баве Интернет пословањем.